# Incahuasi
L'Incahuasi o Nevado Incahuasi (en quítxua Inkawasi o Inka Wasi, inka Inca, wasi casa,), és un volcà dels Andes, a Amèrica del Sud. Es troba a la frontera entre la província argentina de Catamarca i la regió d'Atacama, a Xile, a l'extrem d'una llarga serralada amb altres grans gegants volcànics, com el San Francisco, El Fraile, El Muerto, Ojos del Salado, Cerro Solo i Tres Cruces. L'Incahuasi té una altura de 6.621 msnm o 6.638 segons les fonts.
El volcà consta d'una caldera de 3,5 km d'amplada i dos estratovolcans. Quatre cons piroclàstics estan situats a 7 km al nord-est que produeixen fluxos de lava que cobreixen una superfície de 10 km².
Considerat com un dels volcans més alts del món, va ser escalat per primera vegada el 1913 pel geòleg alemany Walther Penck, quatre dies després d'haver conquerit el veí volcà San Francisco.

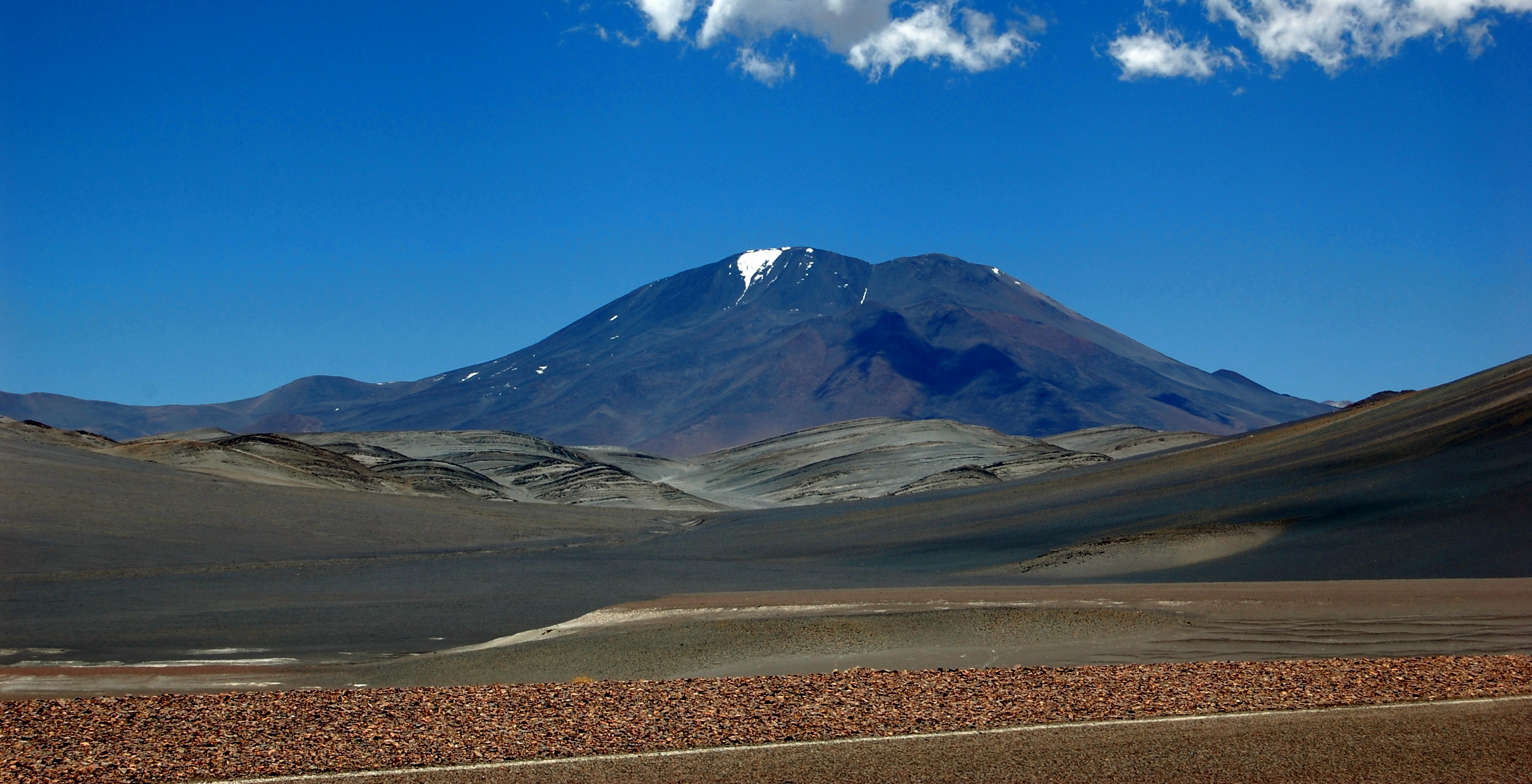
Incahuasi des de la Ruta 60, Catamarca, Argentina